# Comuna Dornești, Suceava
Dornești (popular Hadic, în maghiară Hadikfalva, în germană Kriegsdorf) este o comună în județul Suceava, Bucovina, România, formată din satele Dornești (reședința) și Iaz.

## Obiective turistice
- Biserica „Adormirea Maicii Domnului” din Dornești - construită în 1796 ca biserică romano-catolică; în prezent este folosită de comunitatea ortodoxă din localitate, fiind păstrat un altar catolic unde se slujește uneori

## Demografie
Componența etnică a comunei Dornești
     Români (84,89%)
     Romi (4,58%)
     Alte etnii (1,01%)
     Necunoscută (9,52%)
Componența confesională a comunei Dornești
     Ortodocși (71,28%)
     Penticostali (14,71%)
     Martori ai lui Iehova (1,45%)
     Alte religii (2,55%)
     Necunoscută (10,01%)
Conform recensământului efectuat în 2021, populația comunei Dornești se ridică la 4.474 de locuitori, în creștere față de recensământul anterior din 2011, când fuseseră înregistrați 3.926 de locuitori. Majoritatea locuitorilor sunt români (84,89%), cu o minoritate de romi (4,58%), iar pentru 9,52% nu se cunoaște apartenența etnică. Din punct de vedere confesional, majoritatea locuitorilor sunt ortodocși (71,28%), cu minorități de penticostali (14,71%) și martori ai lui Iehova (1,45%), iar pentru 10,01% nu se cunoaște apartenența confesională.

## Politică și administrație
Comuna Dornești este administrată de un primar și un consiliu local compus din 13 consilieri. Primarul, Vasile-Săndel Cazacu[*], de la Partidul Social Democrat, este în funcție din 1 noiembrie 2024. Începând cu alegerile locale din 2024, consiliul local are următoarea componență pe partide politice:
|  | Partid                          | Consilieri | Componența Consiliului | Componența Consiliului | Componența Consiliului | Componența Consiliului | Componența Consiliului |
|  | ------------------------------- | ---------- | ---------------------- | ---------------------- | ---------------------- | ---------------------- | ---------------------- |
|  | Partidul Social Democrat        | 5          |                        |                        |                        |                        |                        |
|  | Partidul Național Liberal       | 4          |                        |                        |                        |                        |                        |
|  | Alianța pentru Unirea Românilor | 2          |                        |                        |                        |                        |                        |
|  | Partidul S.O.S. România         | 2          |                        |                        |                        |                        |                        |

## Recensământul din 1930
Componența etnică a comunei Dornești
     Români (2,63%)
     Germani (2,63%)
     Evrei (1,72%)
     Polonezi (0,93%)
     Maghiari (91,9%)
     Altă etnie (0,19%)
Componența confesională a comunei Dornești
     Ortodocși (2,27%)
     Romano-catolici (95,12%)
     Mozaici (1,72%)
     Altă religie (0,89%)
Conform recensământului efectuat în 1930, populația comunei Dornești se ridica la 4934 locuitori. Majoritatea locuitorilor erau maghiari (91,9%), cu o minoritate de germani (2,63%), una de evrei (1,72%), una de polonezi (0,93%) și una de români (2,63%). Alte persoane s-au declarat: ruteni (7 persoane), ruși (2 persoane) și cehi\slovaci (2 persoane). Din punct de vedere confesional, majoritatea locuitorilor erau romano-catolici (95,12%), dar existau și ortodocși (2,27%) și mozaici (1,72%). Alte persoane au declarat: ortodocși pe stil vechi (2 persoane), greco-catolici (7 persoane), evanghelici\luterani (34 de persoane) și reformați\calvini (2 persoane).

## Imagini

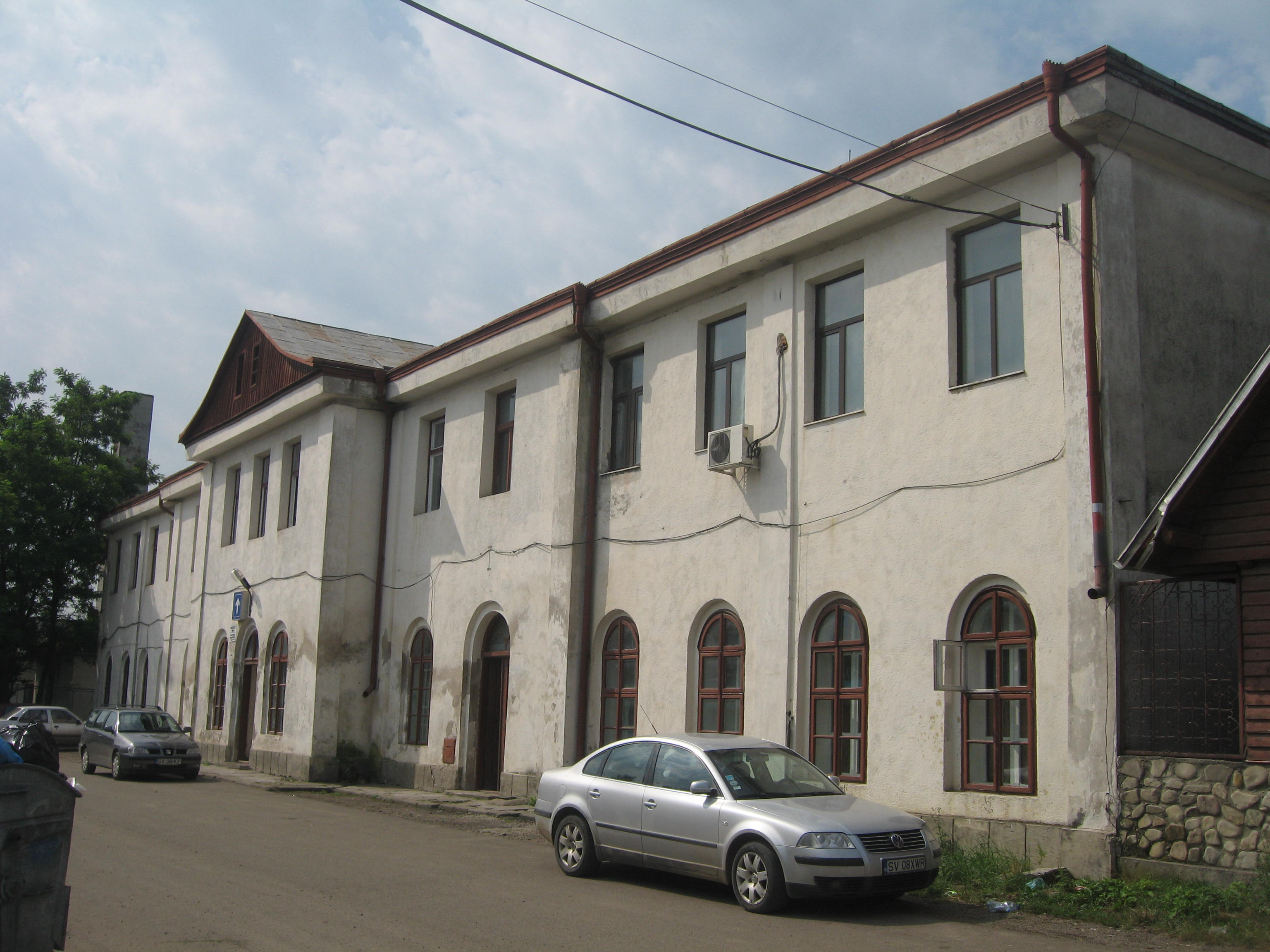
Gara din Dornești
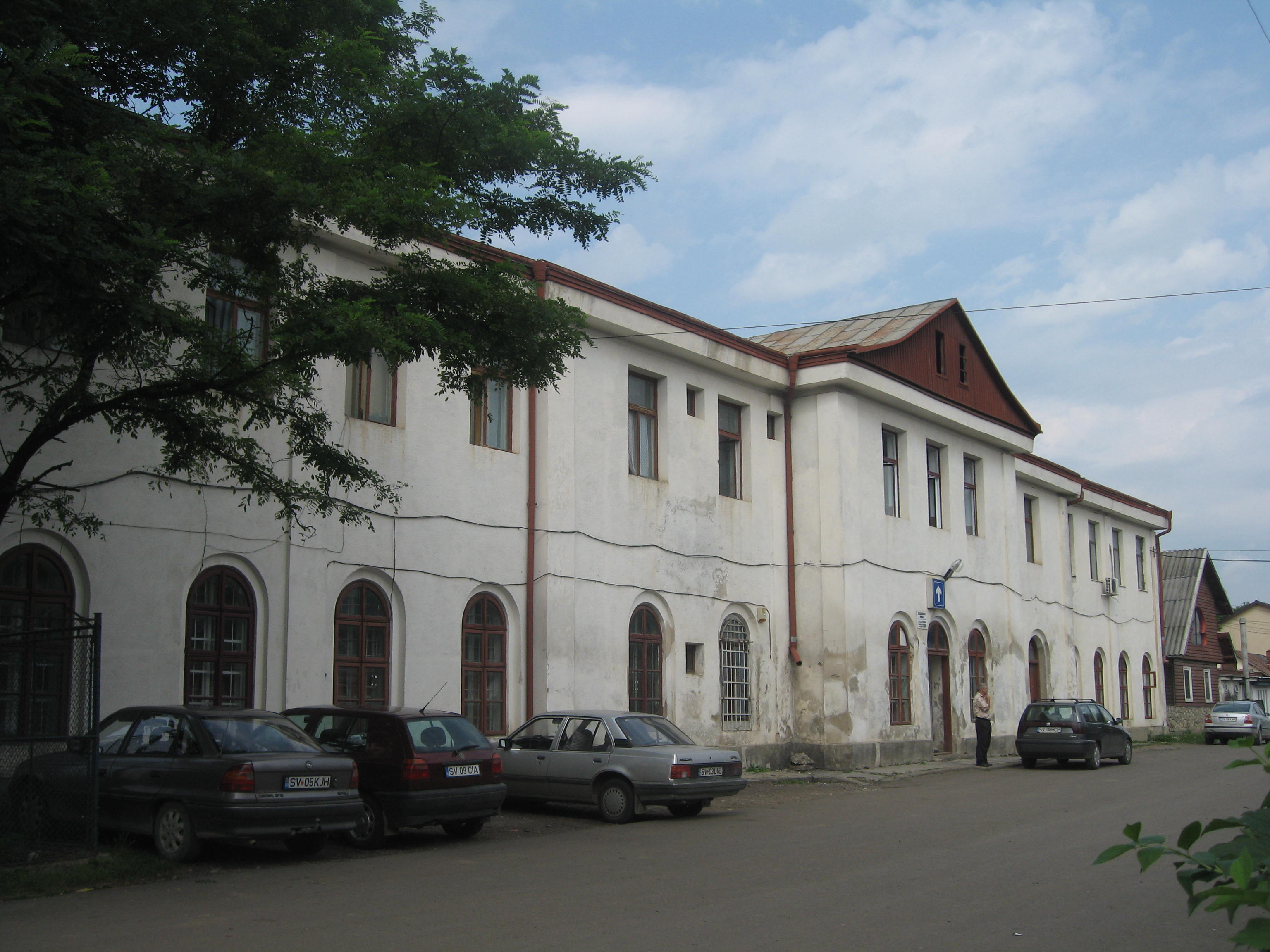
Gara din Dornești
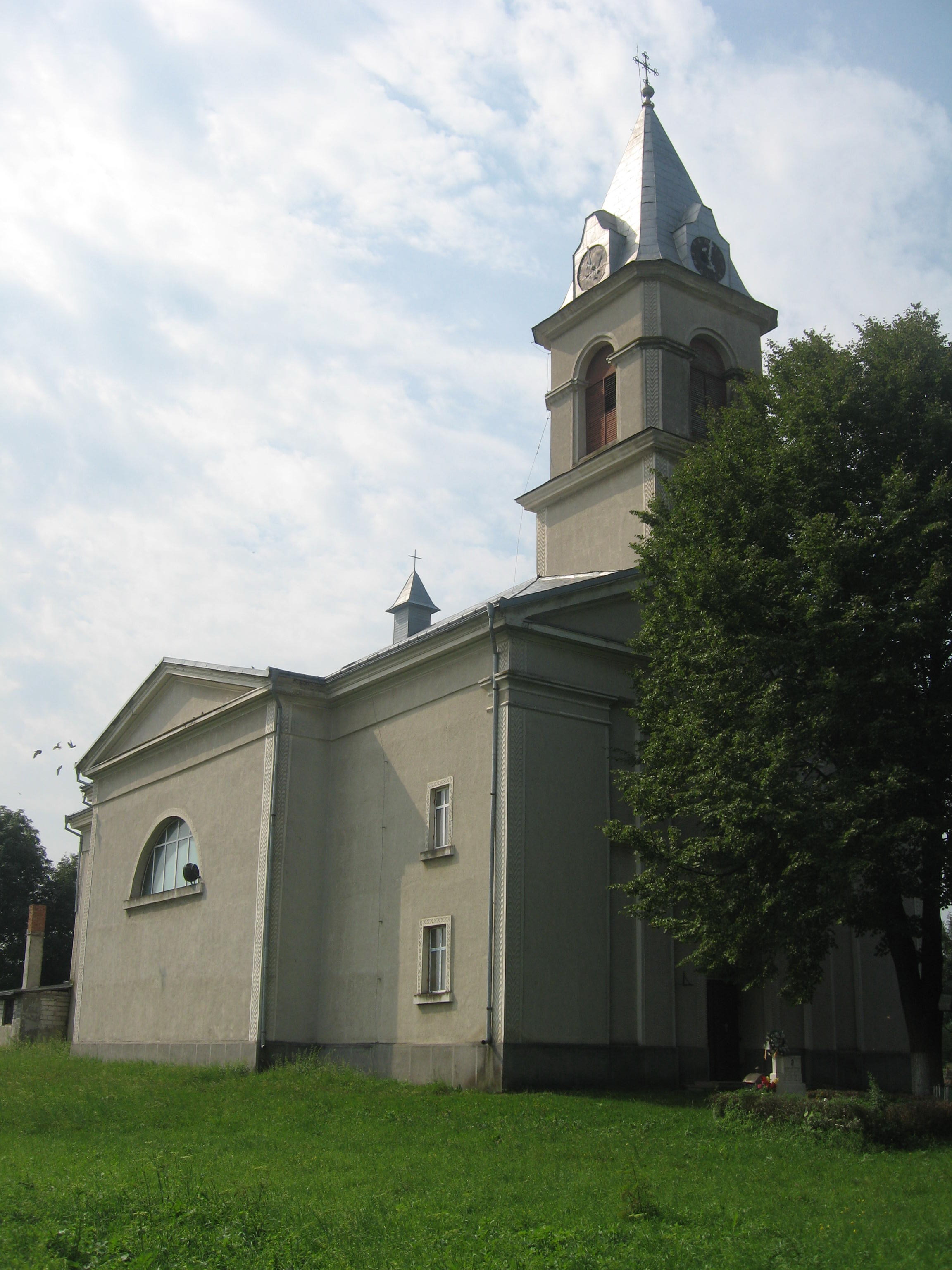
Biserica „Adormirea Maicii Domnului” din Dorneşti
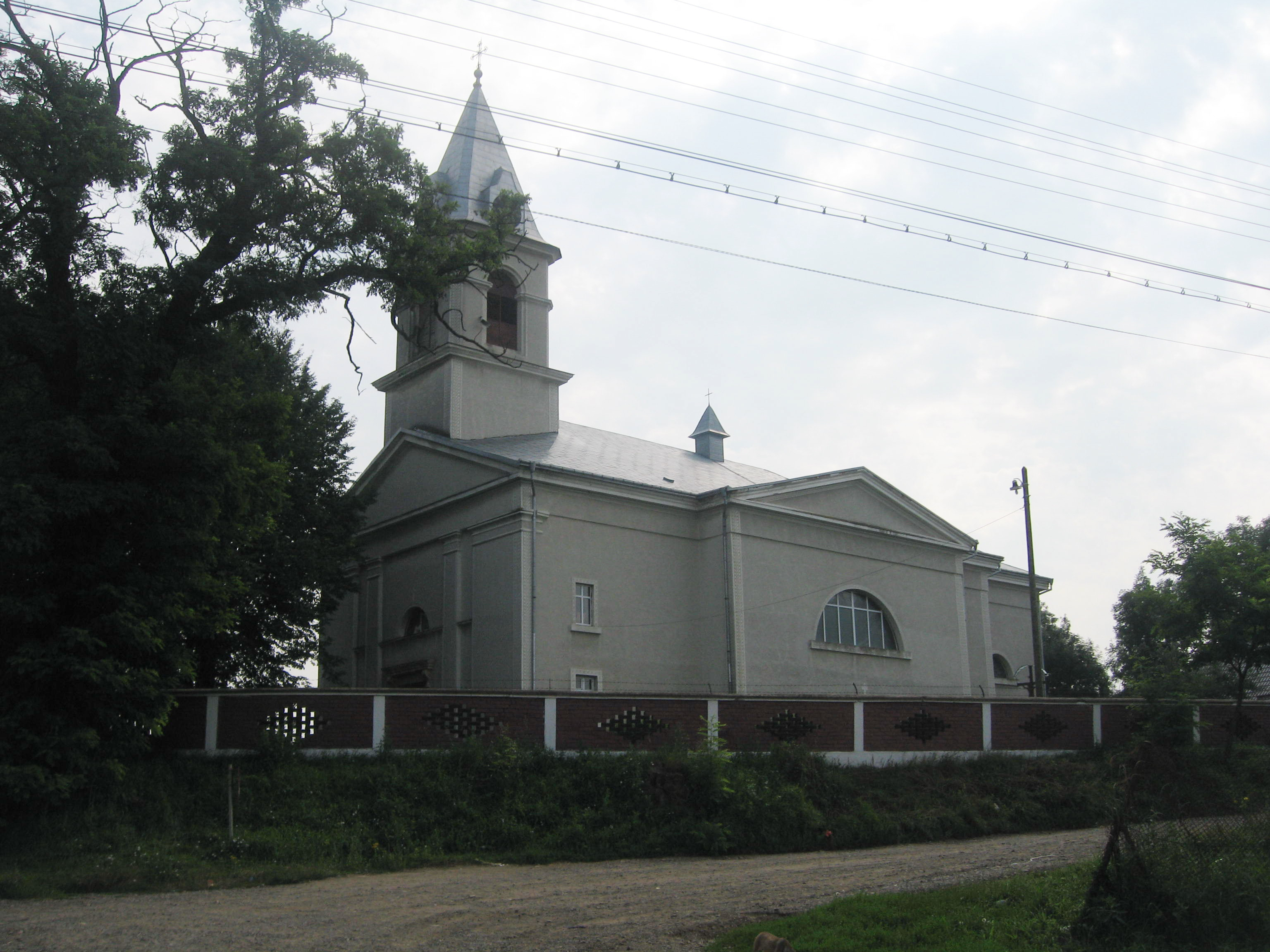
Biserica „Adormirea Maicii Domnului” din Dorneşti